# Dansa expressionista

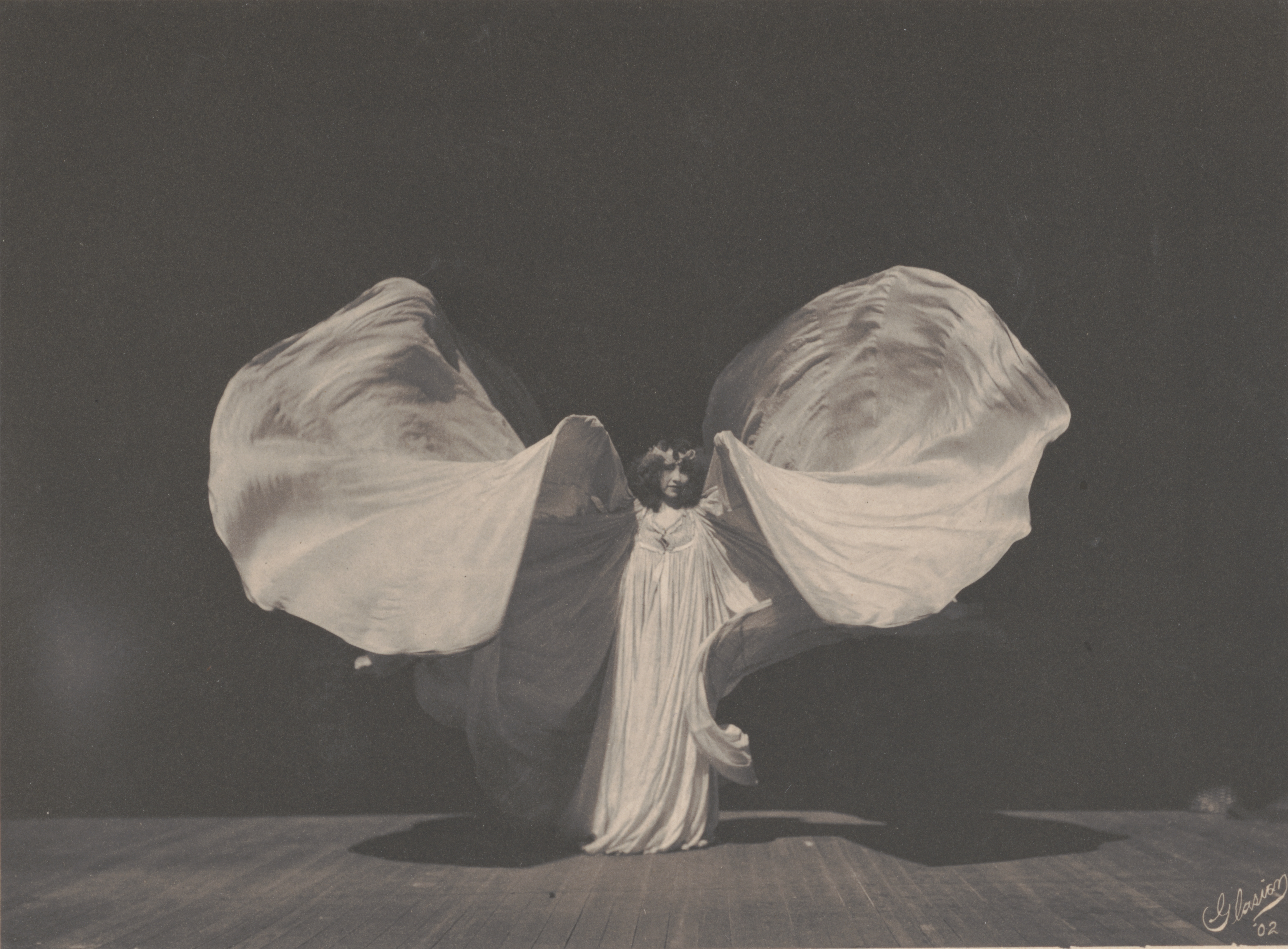
Loie Fuller 1902.

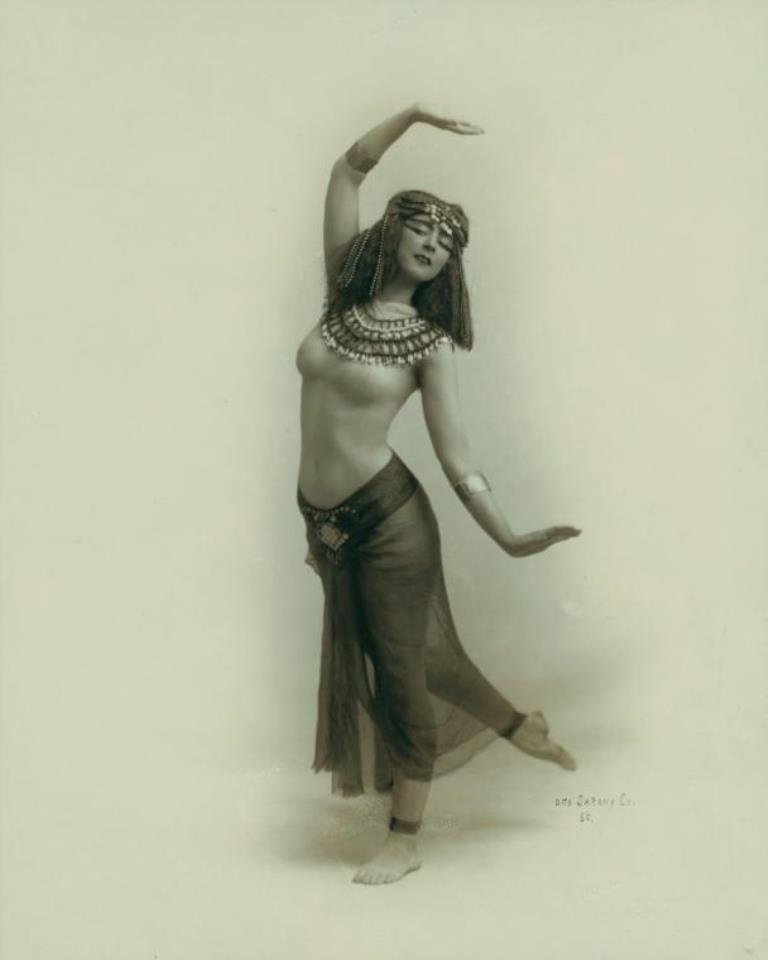
Ruth Saint Denis, 1910.

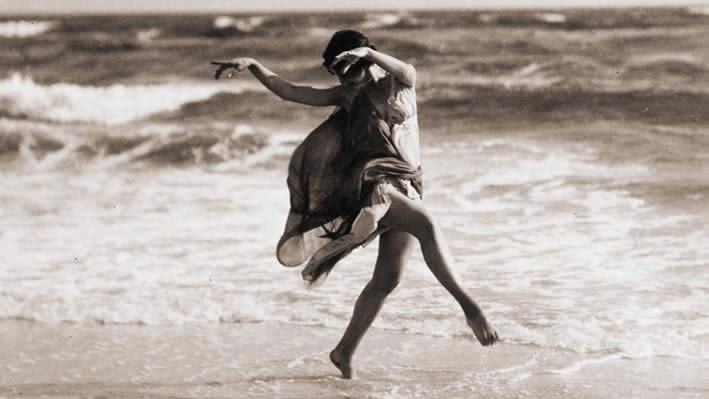
Isadora Duncan alpasseis marítim el 1915.

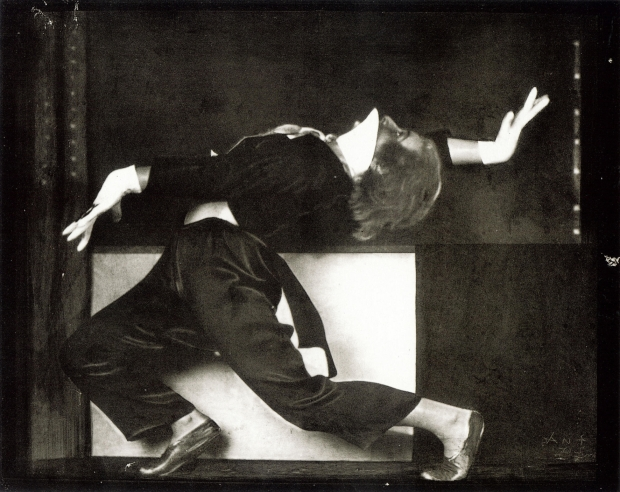
Hilde Holger 1926.

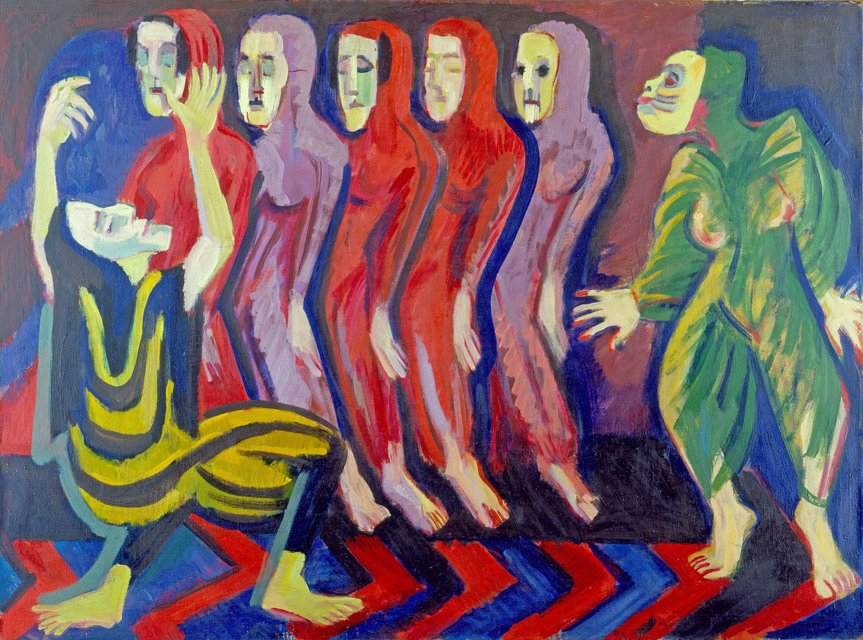
Totentanz der Mary Wigman, Ernst Ludwig Kirchner, 1926.

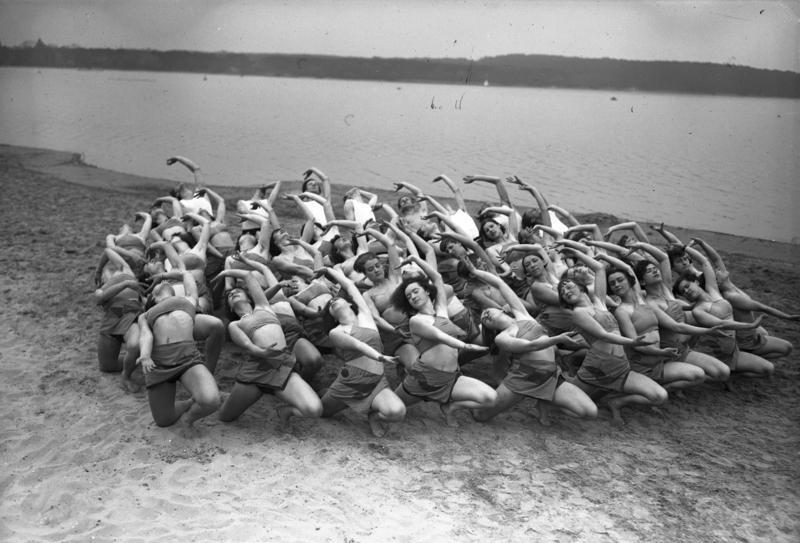
Dansa per estudiants de Rudolf von Laban, 1930.

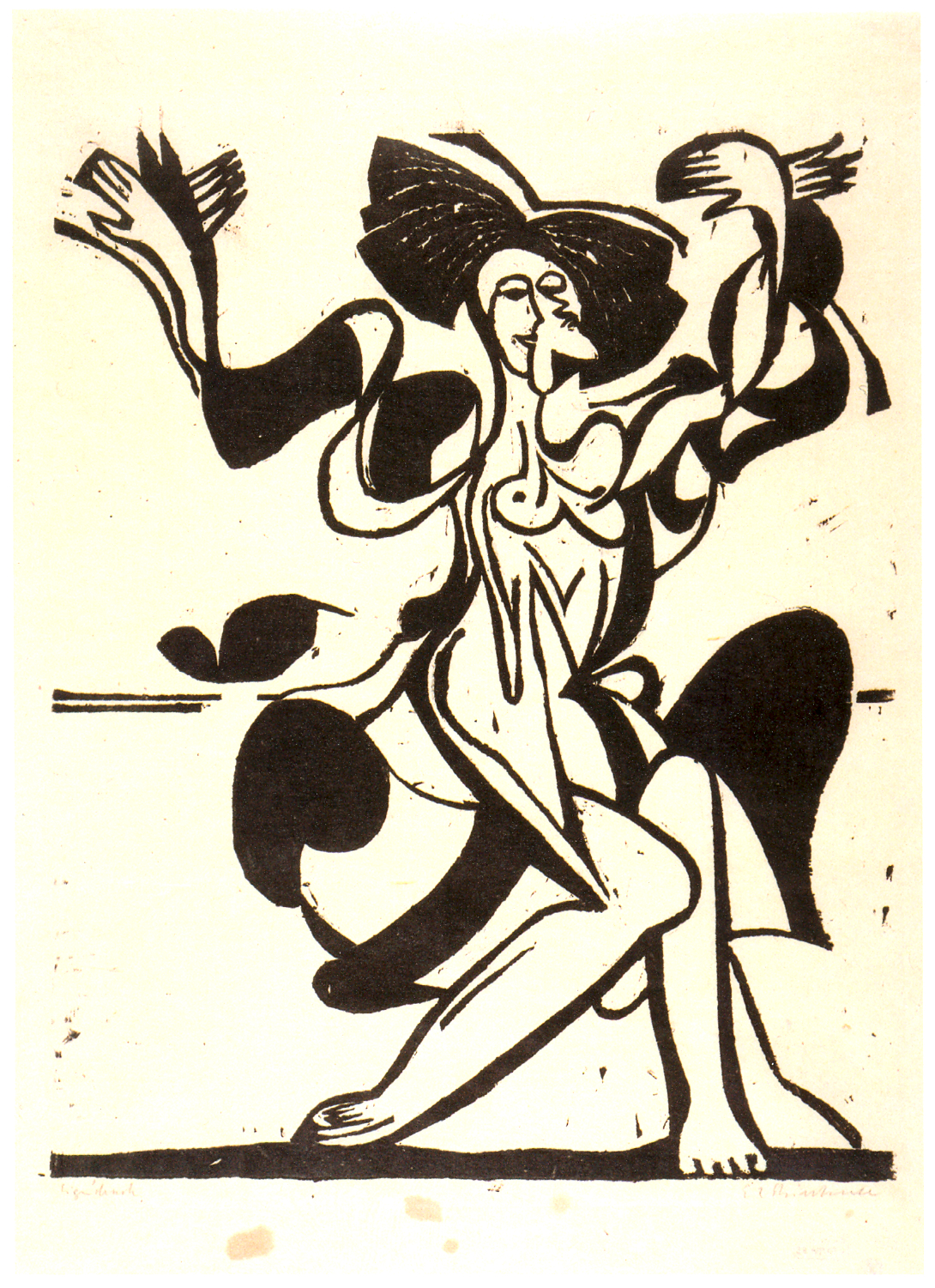
Die Tanzende Mary Wigman, Ernst Ludwig Kirchner, 1933.

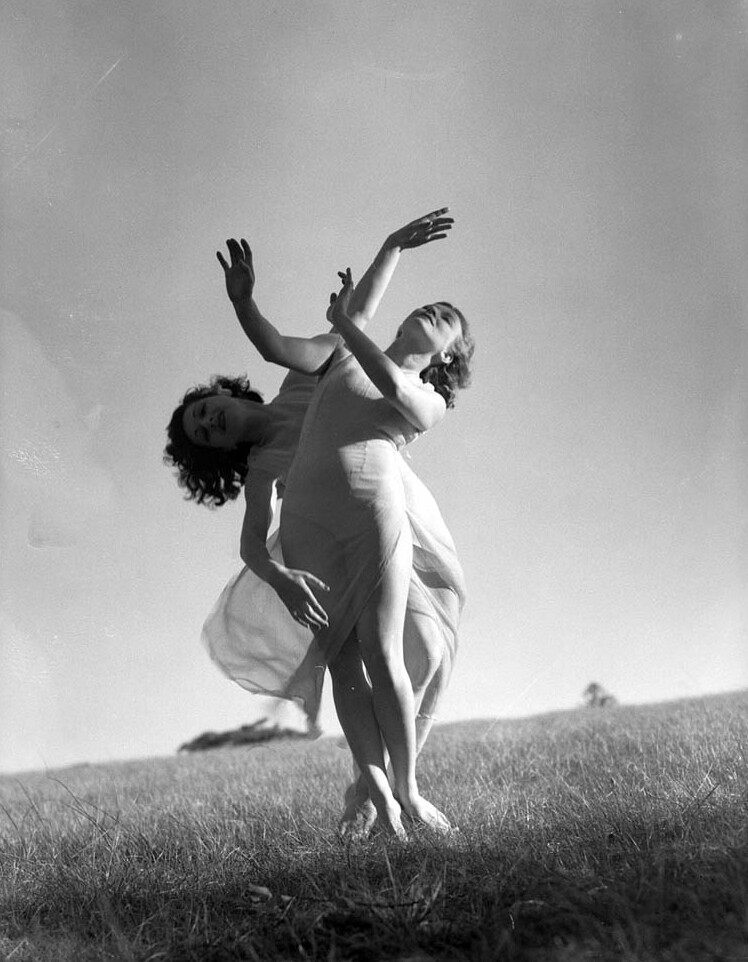
Emmy Towsey (Taussig) i Evelyn Ippen, Bodenwieser Ballet al Centennial Park a Sydney, Austràlia ca. 1939.

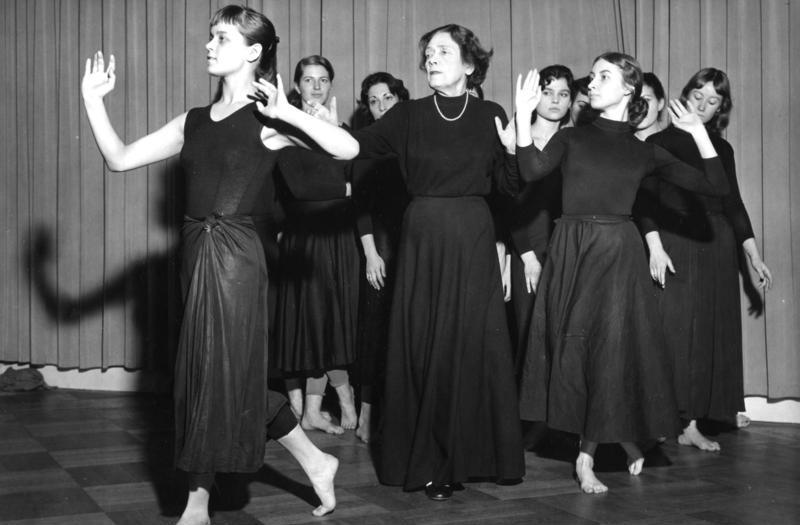
Mary Wigman amb estudiants, 1959.

Dansa expressionista (en llengua alemanya: Ausdruckstanz o Neuer Tanz, en llengua sueca: Fridans) és un terme empleat per definir un moviment que va sorgir el 1900 com una protesta contra l'estancament artístic del ballet clàssic i cap a la maduresa en el futur de l'art en general. El ballet tradicional es percebia com l'auster, mecànic i fermament sostingut en formes fixes i convencionals.
Aquest nou ball va ser més lliure, natural i menys governat per regles. Va estar fortament influït pel pas de les arts visuals de l'expressionisme. La dansa expressionista va florir fins a la Segona Guerra Mundial, quan va desaparèixer quasi per complet a Europa central.
Típic per a la dansa expressionista va ser la celebració de moltes nits de ball. Aquests van ser influïts pels reclams individuals de crear i presentar les seves pròpies obres coreogràfiques. Coreògrafs i ballarins eren sovint un i la mateixa persona.
La terminologia és diversa i el concepte de «dansa expressionista» va sorgir a mitjan segle xx, i es va introduir en el concepte més ampli de la dansa moderna cap a finals del segle xx, va arribar a reunir-se i fondre's amb el ballet tradicional.
Altres noms que han deixat d'usar-se són Moderner Tanz, Absoluter Tanz, Freier Tanz, Tanzkunst i Bewegungskunst. La dansa expressionista alemanya està relacionada amb la dansa-teatre.

## Història
La dansa expressionista va estar marcada pel pas del modernisme, el vitalisme, l'expressionisme, l'avantguarda i una protesta general contra l'estancament artístic i la vella societat. El ballet va ser percebut com un entreteniment superficial. La nova dansa seria art, tant creació individual com artística, va ser descrita com l'art del moviment.
Seria més expressiva i mostraria més esperit i emoció i menys virtuosisme. El ball seria improvisat, desinhibit i provocatiu. Els futurs moviments espirituals i de reforma corporal es van expressar en una nova dansa «nua», «natural». Les dones van prendre el centre de l'escenari. Una de les principals protagonistes va ser «Isadora Duncan», qui al voltant de 1900 havia estudiat la tècnica i el vestuari de la dansa clàssica. També es va treure les sabates de ball: «no toquis el piano amb els guants posats». Ella volia unir el cos, la ment i l'esperit en el seu art, i va cerca] inspiració amb Olga Desmond a l'art grec i l'art de l'antic Egipte, durant l'època de l'orientalisme.
Els moviments revolucionaris a Alemanya i els Estats Units van ser els més obvis, dos països que no tenien una tradició de ballet antic. Les primeres ballarines a Europa van ser, per exemple, Clotilde von Derp, Hertha Feist, Hilde Holger, Loie Fuller, Jo Mihaly i especialment Mary Wigman.

## Escoles
Les escoles per la dansa expressionista tenien filosofies especials i èmfasi per al ball, com ara la naturalitat, la respiració o la tensió / relaxació. Sovint s'associava amb el contacte amb el terra, el «pes» dels moviments de ball i els experiments amb la música. Cos i físic van ser molt emfasitzats. Rudolf von Laban va ser una figura teòrica prominent que es va basar en idees metafísiques. Va ser durant un temps en Monte Verità al municipi d'Ascona a Suïssa, que també es va convertir en un centre per al nou ball. Un dels seus alumnes va ser Kurt Jooss.
Mary Wigman va ser una creadora de tendències important com a ballarina, coreògrafa i mestra. A la seva escola a Dresden, oberta el 1920, va ensenyar les aspirants a ballarines més importants d'Europa, Gret Palucca, Harald Kreutzberg, Jeanna Falk, Dore Hoyer i Yvonne Georgi. Hanya Holm va portar les seves teories als Estats Units, mentre que Birgit Åkesson va seguir el seu propi camí amb la seva investigació sobre el ball.
L'Escola Denishawn als Estats Units va ser fundada per Ruth Saint Denis i Ted Shawn, amb estudiants com Martha Graham i Doris Humphrey. La seva dansa independent i pionera va arribar a formar l'espina dorsal de la dansa moderna, les nombroses branques de la qual es van estendre durant anys. Amb les formes, mediació del ritme i el moviment de l'estil de la dansa expressionista, l'any 2014 va ser afegida a la llista alemanya de patrimoni cultural immaterial en el sentit de la convenció per a la salvaguarda del patrimoni cultural immaterial de la UNESCO.
Butoh és una forma de teatre de dansa japonès inspirat en el expressionisme, que abasta una àmplia gamma d'activitats, tècniques i motivacions per a la dansa, el cansanci, el rendiment o el moviment. Després de la Segona Guerra Mundial, el butoh va sorgir en 1959 a través de col·laboracions entre els seus dos fundadors clau Hijikata Tatsumi i Ohno Kazuo.